# Paititi
Paititi je bájné ztracené město Inků. Mělo by se nacházet východně od And uvnitř deštného pralesa na jihovýchodě Peru, na severu Bolívie nebo jihozápadě Brazílie. Peruánská legenda o městě se točí kolem kulturního hrdiny Inkarriho, který se po založení sídel Q'ero a Cuzco stáhl do ústraní (do džungle Pantiacolla) a zbytek svého života měl strávit právě ve městě Paititi. Podle jiných verzí legendy šlo o incké útočiště v pohraničí mezi Bolívii a Brazílií.

## Pátrání po městě
Roku 2001 objevil italský archeolog Mario Polia v jezuitském archivu v Římě zprávu misionáře Andrese Lopeze z doby kolem 1600, v níž píše o velkém městě s bohatstvím zlata, stříbra i klenotů, které domorodci nazývají Paititi. Lopez sám místo nenavštívil a zprávy jsou z třetí ruky, badatelé však od té doby objevili řadu spolehlivějšícjh pramenů, které se o městě také zmiňují. V letech 1954-2014 se konalo nejméně čtrnáct výprav, které město hledaly a několik badatelů v džungli zřejmě zahynulo. Výpravy nalezly různé artefakty z doby Inků, umístění města však zůstává předmětem sporů.